# Lách tách mũ xám
Lách tách mũ xám, tên khoa học Fulvetta cinereiceps, là một loài chim trong họ Sylviidae. Chúng được tìm thấy ở Ấn Độ, Bhutan, Đài Loan, Lào, Myanmar, Trung Quốc, và Việt Nam.

## Phân loài
- F. cinereiceps cinereiceps (J. Verreaux, 1870)
- F. cinereiceps fessa (Bangs & J.L. Peters, 1928)
- F. cinereiceps fucata (Styan, 1899)
- F. cinereiceps guttaticollis (La Touche, 1897)